# 1742 у літературі

## Твори
- «Історія пригод Джозефа Ендруса і його друга Абраама Адамса» (англ. The History of the Adventures of Joseph Andrews and of his Friend Mr. Abraham Adams) — роман англійського письменника Генрі Філдінга.

## Народились
- 14 вересня — Джеймс Вілсон, шотландський юрист, памфлетист, видавець, один з тих, хто підписав Декларацію про незалежність США.
- 6 жовтня — Йохан Вессель, норвезький письменник.

## Померли
- 14 липня — Річард Бентлі, англійський богослов, філолог і критик.